# Matéo Maximoff
Matéo Maximoff (Barcellona, 17 gennaio 1917 – Montreuil, 24 dicembre 1999) è stato uno scrittore francese, di etnia Sinti/Rom.

## Biografia
Maximoff nacque a Barcellona, in Spagna, il 17 gennaio 1917 da padre russo di etnia rom (più precisamente kalderash) e da madre francese di etnia sinti. Maximoff è stato il primo romanziere zingaro e uno dei più prolifici, con una dozzina di opere, per la maggior parte scritte in lingua francese ma delle quali curò anche una versione nella sua lingua madre; è anche il più tradotto insieme all'ungherese Menyhert Lakatos.
Durante la sua vita è stato, oltre che scrittore, anche pastore evangelico e ha tradotto nel dialetto kalderasha il Nuovo Testamento e i Salmi.
La maggior parte delle sue opere si ispirano a fatti reali o della tradizione della sua gente; la sua prima opera e anche la più conosciuta si intitola Les Ursitory prende il nome dalle antiche dee zingare del fato e fu scritta durante la sua prigionia al tempo dell'occupazione nazista della Francia.
Una serie di racconti del terrore (Darane paramisǎ) fu rielaborata per il romanzo La poupée de Mamaliga; la sua opera più impegnata rimane comunque Le prix de la liberté che narra la rivolta degli schiavi zingari netoţi nei principati romeni, dove gli zingari furono ridotti per cinque secoli (fino alla metà del XIX secolo) allo stato di bestiame bipede al servizio della nobiltà e della Chiesa ortodossa rumena.
Occasionalmente fu anche scrittore di poesie, nelle quali si riflette la dura condizione della maggior parte degli zingari europei, e fotografo di talento.

## Opere
- Les Anges du destin (Filigranes, 1999). ISBN 2-910682-23-4.
- Le prix de la liberté (Wallada, 1996). ISBN 2-904201-22-X.
- Les gens du voyage (1995)
- Routes sans roulottes (1993)
- Ce monde qui n'est pas le mien (1992)
- Dites-le avec des pleurs (1990)
- Vinguerka (1987)
- La poupée de Mameliga (1986)
- Comdamné a survivre (1984)
- La septième fille (1979)
- Savina. une farouche histoire tzigane racontee par un tzigane (Flammarion, 1957). ISBN 2-904201-07-6.
- Le prix de la liberté (1955; ristampa Wallada, 1996). ISBN 2-904201-22-X.
- Les Ursitory (1946)